# Regionalwahl in der Emilia-Romagna 2005
Die Regionalwahl in der Emilia-Romagna 2005 fand am 3. und 4. April statt; der Regionalrat und der Präsident der Region Emilia-Romagna wurden gleichzeitig gewählt.

## Wahlergebnis
| Kandidaten                                   | Kandidaten          | Stimmen   | %    | Listen              | Stimmen   | %    | Mandate |
| -------------------------------------------- | ------------------- | --------- | ---- | ------------------- | --------- | ---- | ------- |
|                                              | Vasco Erranigewählt | 1.579.989 | 62,7 | Uniti nell'Ulivo    | 1.095.566 | 48,0 | 22      |
| Partito della Rifondazione Comunista         | Vasco Erranigewählt | 1.579.989 | 62,7 | 130.609             | 5,7       | 2    |         |
| Partito dei Comunisti Italiani               | Vasco Erranigewählt | 1.579.989 | 62,7 | 79.406              | 3,5       | 1    |         |
| Federazione dei Verdi                        | Vasco Erranigewählt | 1.579.989 | 62,7 | 69.475              | 3,0       | 1    |         |
| Italia dei Valori                            | Vasco Erranigewählt | 1.579.989 | 62,7 | 31.929              | 1,4       | 1    |         |
| Popolari UDEUR                               | Vasco Erranigewählt | 1.579.989 | 62,7 | 7.732               | 0,3       | –    |         |
| Mandate der Listengruppe                     | Vasco Erranigewählt | 1.579.989 | 62,7 | –                   | –         | 5    |         |
| ↳ Gesamt                                     | Vasco Erranigewählt | 1.579.989 | 62,7 | 1.414.717           | 62,0      | 32   |         |
|                                              | Carlo Monaco        | 886.775   | 35,2 | Forza Italia        | 415.406   | 18,2 | 9       |
| Alleanza Nazionale                           | Carlo Monaco        | 886.775   | 35,2 | 201.963             | 8,9       | 4    |         |
| Lega Nord                                    | Carlo Monaco        | 886.775   | 35,2 | 109.092             | 4,8       | 3    |         |
| Unione dei Democratici Cristiani e di Centro | Carlo Monaco        | 886.775   | 35,2 | 89.787              | 3,9       | 1    |         |
| Nuovo PSI                                    | Carlo Monaco        | 886.775   | 35,2 | 19.372              | 0,8       | –    |         |
| Nicht gewählte Direktkandidat                | Carlo Monaco        | 886.775   | 35,2 | –                   | –         | 1    |         |
| ↳ Gesamt                                     | Carlo Monaco        | 886.775   | 35,2 | 835.620             | 36,6      | 18   |         |
|                                              | Bruno Barbieri      | 26.712    | 1,1  | Lista Consumatori   | 15.520    | 0,7  | –       |
|                                              | Gianni Correggiari  | 25.052    | 1,0  | Alternativa Sociale | 15.193    | 0,7  | –       |
| Gesamt                                       | Gesamt              | 2.518.528 | 100  |                     | 2.281.050 | 100  | 50      |